# 池田政直 (鴨方藩主)
池田 政直（いけだ まさなお）は、江戸時代中期の大名。備中国鴨方藩の第5代藩主。

## 略歴
第3代藩主・池田政方の次男として誕生した。幼名は陽助。
明和5年（1768年）、兄で先代藩主の池田政香が死去したため、その養嗣子となって跡を継いだ。寛政12年（1800年）8月26日、長男の政養に家督を譲って隠居し、文政元年（1818年）8月16日に73歳で死去した。

## 系譜
- 父：池田政方（1714年 - 1792年）
- 母：不詳
- 養父：池田政香（1741年 - 1768年）
- 正室：桂厳院 - 毛利政苗の娘
- 側室
  - 三男：池田長義 - 慶太郎・修理、池田長恵の養子
- 生母不明の子女
  - 長男：池田政養（1772年 - 1819年）
  - 次男：池田政長 - 武二郎
  - 女子：四辻公万室
  - 女子：松平忠元継室